# Острова Галф
Острова Галф или острова Залива (англ. Gulf Islands) — острова в проливе Джорджии (также называемом морем Салиш), между островом Ванкувер и материковой частью Британской Колумбии, Канада.

## Название
В соответствии со справочником географических названий Британской Колумбии (BCGNIS) название «Залив Островов» первоначально относился к архипелагу в южной части пролива Джорджия, от острова Габриола на севере до острова Сатурна на юго-востоке и острова Дарси на юго-западе. В 1990-х, однако, название стало применяться ко всем островам в проливе Джорджия, в результате введения термина «острова Южного залива», который BCGNIS называет неправильным. BCGNIS далее отмечает, что остров Квадра чаще называют «самым северным в Заливе Островов».

## География
Разделение островов залива на две группы, Южную и Северную, является относительно распространенным. Разделительную линию проводят от города Нанаймо на острове Ванкувер к устью реки Фрейзер на материке. Самые населённые острова обслуживают паромы компании BC Ferries, которые перевозят пассажиров и автомобили между островами залива и терминалами расположенными вблизи крупных городов Нанаимо и Виктория на острове Ванкувер, а также в материковой части Ванкувера. К северной группе островов Галф относят острова Квадра и Кортес, а также некоторые острова далеко на севере, такие как остров Малькольм и остров Бакланов. Карта природных ресурсов Канады относит к южной группе островов Галф острова Боуэн, Гамбье, Китса, Ласкети, Хорнби и Денман.

## Южные острова Галф

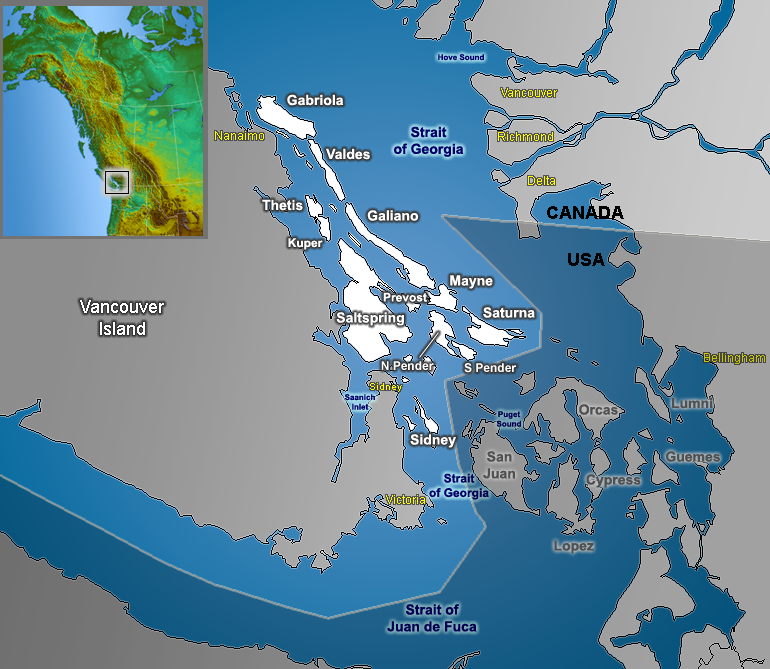
На карте показана Южная группа островов Галф

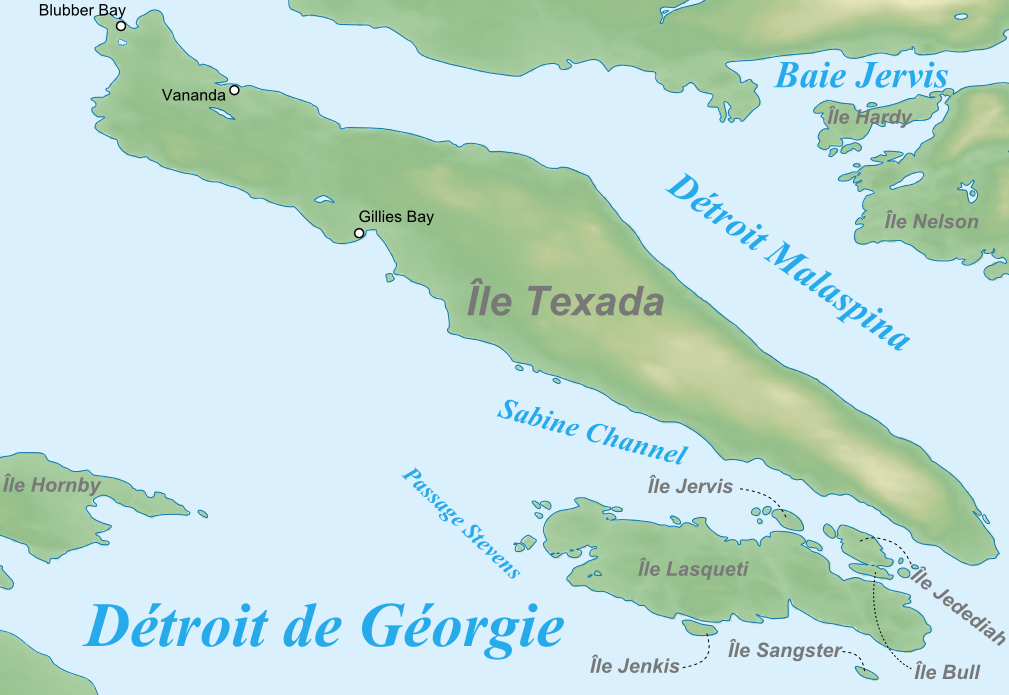
Карта острова Тексада, Ласкети и Хорнби

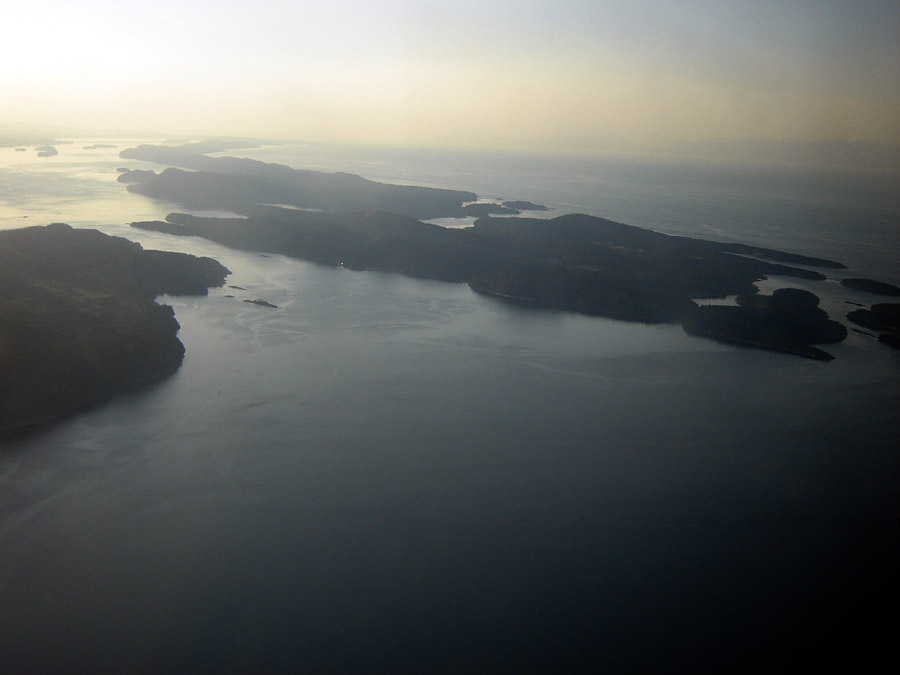
Острова Северный Пендер, Мейн и Галиано

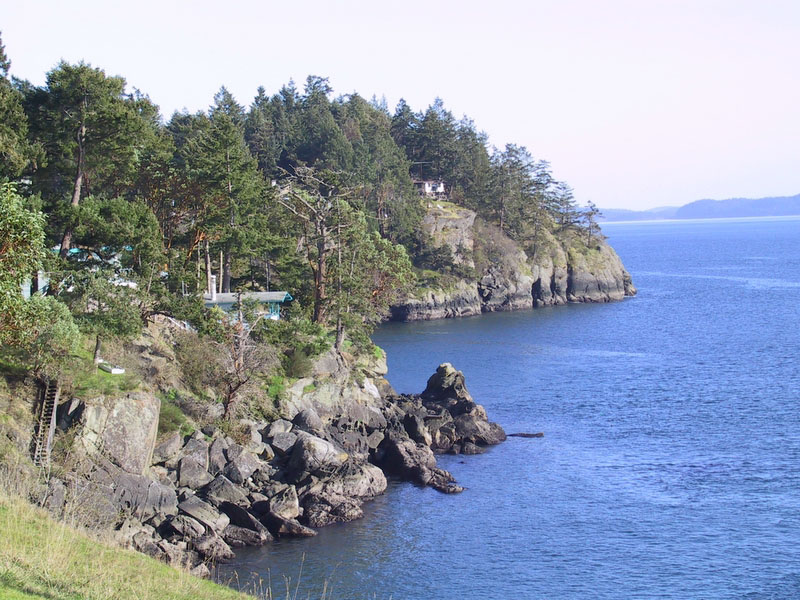
Вид на берег острова Северный Пендер

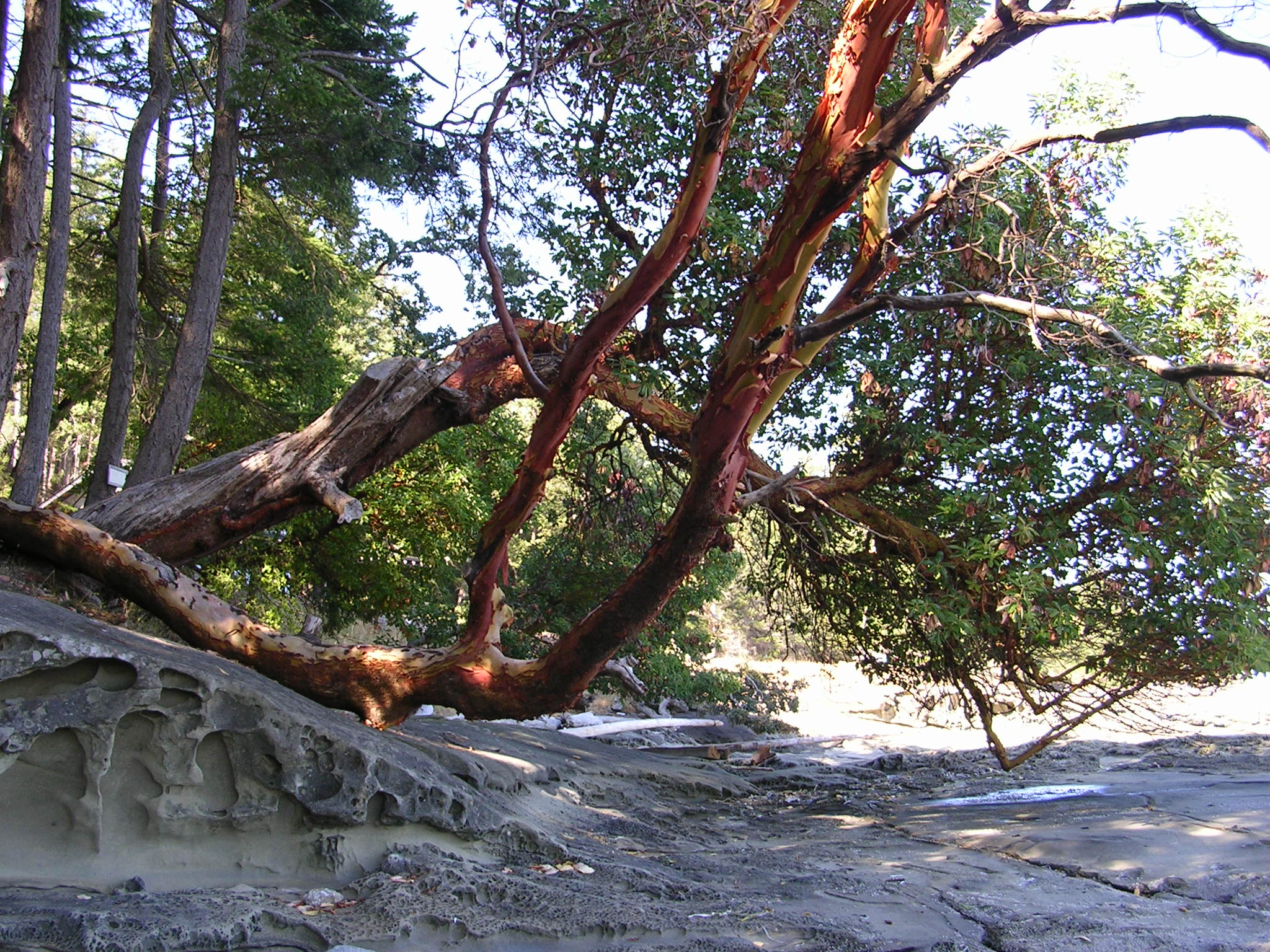
Земляничное дерево Менциса на песчаном пляже одного из островов Галф

Южная группа островов Галф включает в себя сотни островов и островков и является частью более крупного архипелага, который также включает в себя острова Сан-Хуан, находящиеся в штате Вашингтон США.
Основные острова Южной группы островов Галф (население на 2011 год):
- Габриола — 4045 чел.; 52,56 км²
- Гальяно — 1138 чел.; 58,10 км²
- Купер — 300 чел.; 8,66 км²
- Мейн — 1071 чел.; 23,34 км²
- остров Северный Пендер — 2035 чел.; 27,09 км²
- остров Южный Пендер — 201 чел.; 9,11 км²
- Солтспринг — 10 322 чел.; 196,63 км²
- Сатурна — 335 чел.; 34,22 км²
- Тетис — 340 чел.; 11,29 км²
- Вальдес — нет; 23 км²

Южная группа островов популярна среди знаменитостей из-за своей красоты. Эти острова активно используются для катания на лодках, каяках, пешего туризма, кемпинга и путешествий.

## Северные острова Галф
К крупнейшим островам северной группы относятся (население на 2011 год):
- Денмен — 1022 чел.; 51,08 км²
- Хорнби — 958 чел.; 29,90 км²
- Ласкети — 426 чел.; 66,45 км²
- Тексада — 1129 чел.; 300,45 км²

Остров Квадра иногда относят к островам Залива, но чаще он обозначается как часть островов Дискавери.

## Залив Джорджия
Само название «острова Залива» происходит от «залива Джорджии», изначального названия, данного Джорджем Ванкувером при создании карты южной части архипелага до острова Сан-Хуан. Заливом Джорджии называли главный пролив между материком и островом Ванкувер, но вскоре это название стало общим для всего залива, включая проливы канал Тринкомали (между островами Гальяно и Салтспринг), Сенсам Нэрроу (между островами Солтспринг и Ванкувер) и пролив Маласпина (между островом Техада и материком у реки Пауэлл. Термин море Селиш было принято в 2010 году для обозначения проливов Джорджия, Хуан де Фука, Пьюджет-Саунд и всех примыкающих вод.

## Экология
Острова и окружающие воды океана богаты разнообразными растениями и морскими обитателями. Национальный заповедник острова Галф был учреждён в 2003 году для защиты уникальной экосистемы района. Острова Залива являются одним из последних оставшихся мест распространения дуба Гарри. Только около пяти процентов дубов Гарри растут в дикой природе, остальные высажены в парках. Большая часть земель, где они росли, использовалась в сельском хозяйстве и стала непригодной для их распространения.

## Парки и охраняемые районы провинции
- Провинциальный парк Бельхаус, остров Гальяно
- Провинциальный парк Бодега Ридж, остров Гальяно
- Провинциальный парк Баргойн Бэй, остров Солтспринг
- Провинциальный парк Коллинсон пойнт, остров Гальяно
- Провинциальный парк Диониссио пойнт, остров Гальяно
- Провинциальный парк острова Джедедайя
- Провинциальный парк гавани Монтегю, остров Гальяно
- Провинциальный парк Вейк Ков остров Вальдес